# Сельское поселение Большое Алдаркино
Сельское поселение Большое Алдаркино — муниципальное образование в Борском районе Самарской области.
Административный центр — село Большое Алдаркино.

## Административное устройство
В состав сельского поселения Большое Алдаркино входят:
- село Большое Алдаркино,
- село Малое Алдаркино,
- посёлок Красная Зорька,
- посёлок Лесной,
- посёлок Скипидарный,
- посёлок 14 км,
- № 2.